# Alsodes barrioi
Alsodes barrioi Veloso, Díaz, Iturra & Penna, 1981 è un anfibio anuro appartenente alla famiglia Alsodidae..

## Etimologia
L'epiteto specifico è in onore dell'erpetologo argentino Avelino Barrio.

## Distribuzione e habitat
La specie è endemica della Provincia di Malleco nella Regione dell'Araucanía in Cile. Si incontra tra le quote di 1000 e 1500 m sulla Cordigliera di Nahuelbuta dove è relativamente abbondante. Possono essere trovate sotto i tronchi o le pietre vicine ai fiumi di montagna. La vegetazione circostante comprende principalmente Nothofagus dombeyi e Araucaria araucana.

## Conservazione
La Lista rossa IUCN classifica Alsodes barrioi come specie in pericolo di estinzione (Endangered).